# Mimotettix lefroyi
Mimotettix lefroyi är en insektsart som beskrevs av William Lucas Distant 1918. Mimotettix lefroyi ingår i släktet Mimotettix och familjen dvärgstritar. Inga underarter finns listade i Catalogue of Life.